# Le Cœur régulier (film)
Pour l’article homonyme, voir Le Cœur régulier.
Pour plus de détails, voir Fiche technique et Distribution.
Le Cœur régulier est un film franco-belgo-canadien réalisé par Vanja d'Alcantara sorti en 2016, d'après le roman Le Cœur régulier d'Olivier Adam.

## Synopsis
Trop longtemps séparée de son frère, Alice se rend sur ses traces au Japon, dans un village hors du temps, au pied des falaises. Ici, Nathan avait retrouvé l'apaisement auprès d'un certain Daïsuke. C'est au tour d'Alice de se rapprocher du vieil homme, et de ses hôtes. Dans une atmosphère toute japonaise, elle se remet à écouter son cœur…

## Fiche technique
- Titre original : Le Cœur régulier
- Réalisation : Vanja d'Alcantara
- Scénario : Vanja d'Alcantara en collaboration avec Gilles Taurand, d'après le roman d'Olivier Adam
- Décors : Isabelle Girard, Mayumi Tomita
- Costumes : Marie Le Garrec
- Photographie : Ruben Impens
- Montage : Ludo Troch
- Son : Laurent Lafran
- Musique : Serge Nakauchi-Pelletier
- Production : Bertrand Gore, Denis Delcampe
- Sociétés de production : Blue Monday Productions, Need Productions, Cinémage 10, ACPAV, Productions Avenida
- Distribution : Version Originale/Condor
- Pays d'origine :  France,  Belgique,  Canada
- Format : couleur
- Genre : drame
- Durée : 95 minutes
- Dates de sortie : 
  -  France : 1er janvier 2016
  -  Belgique : 20 avril 2016
  - Canada:   30 mars 2016

## Distribution
- Isabelle Carré : Alice
- Jun Kunimura : Daïsuke
- Niels Schneider : Nathan
- Fabrizio Rongione : Léo
- Mugi Kadowaki : Hiromi
- Masanobu Ando : Jirô
- Nana Nagao : Midori